# 6916 Lewispearce
6916 Lewispearce è un asteroide della fascia principale. Scoperto nel 1992, presenta un'orbita caratterizzata da un semiasse maggiore pari a 2,8432291 UA e da un'eccentricità di 0,2648243, inclinata di 18,20612° rispetto all'eclittica.